# Kosta Lewanowitsch Chetagurow

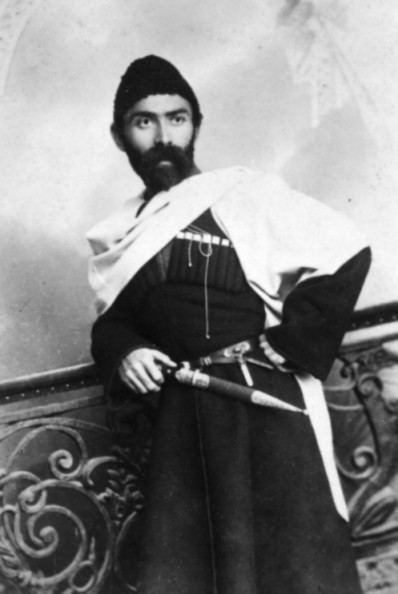
Kosta Lewanowitsch Chetagurow

Konstantin (Kosta) Lewanowitsch Chetagurow (ossetisch Хетæгкаты Леуаны фырт Къоста / Xetægkaty Leuany fyrt Khosta, [χetəgkatɨ lewanɨ fɨrt kʼosta], russisch Константин (Коста́) Лева́нович Хетагу́ров; * 3. Oktoberjul. / 15. Oktober 1859greg. in Nar, Nordossetien; † 19. Märzjul. / 1. April 1906greg. in Georgijewsko-Ossetinskoje, heute in Karatschai-Tscherkessien) war ein Nationaldichter Ossetiens. Er wird allgemein als Begründer der modernen ossetischen Literatur angesehen. Er galt auch als talentierter Maler.

## Biographie
Chetagurow wurde im Bergdorf Nar im heutigen Nordossetien-Alanien geboren. Sein Vater war Lewan Elisbarowitsch Chetagurow. Seine Mutter Maria Gawrilowna Gubajewa starb kurz nach seiner Geburt.
Er besuchte das Stawropoler Gymnasium von 1871 bis 1881 und begann ein Studium an der Petersburger Akademie der Künste 1881, musste das Studium jedoch 1885 aus finanziellen Gründen aufgeben. Zurückgekehrt nach Ossetien wurde er ein bekannter Dichter, dessen ossetischsprachige Gedichte bald mündlich in Ossetien verbreitet wurden. Er veröffentlichte auch Gedichte, Geschichten und Artikel in russischsprachigen Zeitungen Sewerny Kawkas (von ihm herausgegeben von 1893 bis 1902) und Kasbek. Seine Gemälde erlangten auch große Popularität. Eines stellte St. Nino, eine georgische Heilige des 4. Jahrhunderts dar und wurde in Georgien hochgeschätzt.
Wegen seiner Kritik an der kaiserlichen russischen Regierung wurde er zweimal verbannt (1891 bis 1896 und 1899 bis 1902). Er erkrankte an Tuberkulose. Die letzte Verbannung beeinträchtigte seine Gesundheit sehr und hinderte ihn an der Weiterverfolgung seiner künstlerischen und sozialen Arbeit. 1905 zog er zu seiner Schwester nach Georgiewsko-Ossetinskoje (heute Selo imeni Kosta Chetagurowa, ossetisch Labæ in Karatschai-Tscherkessien), wo er kurz darauf 1906 verstarb.

## Werk

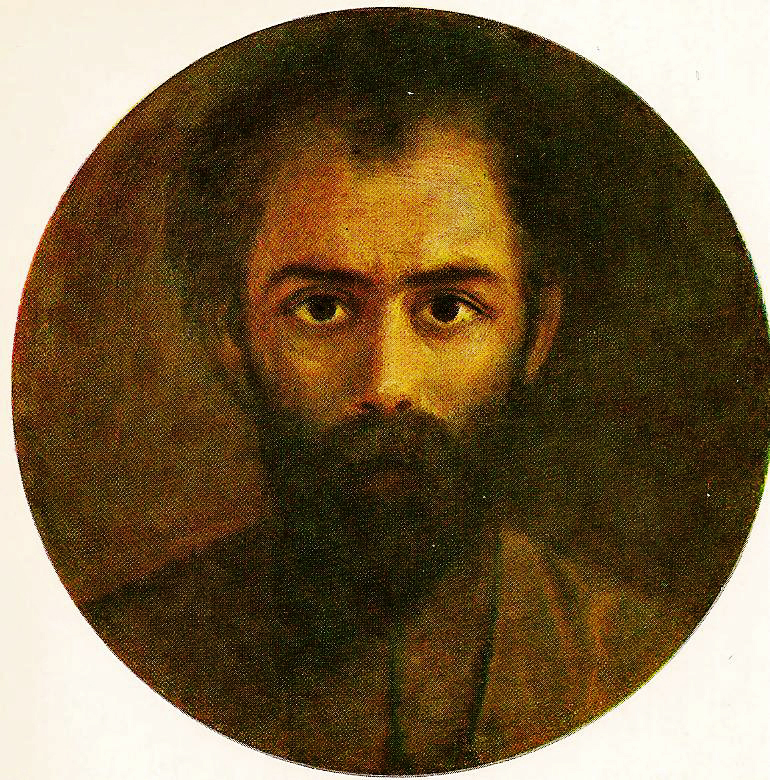
Selbstporträt

1899 gab Chetagurow seine Sammlung Ирон фæндыр (Iron Fændyr, „Ossetische Lyrik“) heraus, mit den ersten Kindergedichten in ossetischer Sprache. 1894 erschien sein Buch Особа́ (Osoba, „Ossetischkeit“), welches für die Volkskunde der Osseten von bleibendem Wert ist.